# Scherwiller
Scherwiller är en kommun i departementet Bas-Rhin i regionen Grand Est (tidigare regionen Alsace) i nordöstra Frankrike. Kommunen ligger i kantonen Sélestat som tillhör arrondissementet Sélestat-Erstein. År 2022 hade Scherwiller 3 121 invånare.

## Befolkningsutveckling
Antalet invånare i kommunen Scherwiller
| Referens: INSEE |